# 뒤셀도르프
뒤셀도르프(독일어: Düsseldorf)는 독일 노르트라인베스트팔렌주의 주도이며, 라인강에 접해있는 독일 최대의 광역 도시권인 라인-루르 지방 (Metropolregion Rhein-Ruhr)의 중심 도시다. 뒤셀도르프는 독일의 국제비즈니스와 금융의 중요한 부분을 담당하는 도시이며 패션과 무역 박람회로 유명하다. 2023년 12월 31일 기준으로 인구는 약 63만 명으로 독일 인구 순위 7위에 위치해 있으며 독일의 인구 밀도별 도시 중에서 가장 높은 지역 중 하나이다.
뒤셀도르프는 더불어 중앙 유럽의 경제 지역에 존재하는데, 독일에서 가장 중요하고 국제적으로 밀접하게 연결된 5대 경제 중심지 중 하나로도 알려져 있다. 뒤셀도르프 금융센터가 이곳에 있다.

## 역사

### 개요
뒤셀도르프는 1186년 베르크의 지배에 놓였으며, 1288년 도시 특권을 얻었다. 1815년 프로이센령이 되었으며, 19세기에는 산업 혁명으로 10년동안 인구가 두배가 되는 등의 급속한 발전을 하였다. 뒤셀도르프는 제 2차 세계대전때는 공중 폭격의 표적이 되어 도시의 90%이상이 폐허가 되었다. 하지만 1946년에 노르트라인베스트팔렌 연방주의 새로운 주도가 되고 경제의 급속한 성장과 변화로 무역, 행정, 서비스 산업을 담당하는 오늘날의 부유한 도시로 재탄생하였다. 일본인등 다양한 아시아계가 거주하고 있으며, 특히 일본인 구성원이 많아 재팬타운이 형성된 지역도 있다.

### 본문
뒤셀도르프 강변에서 7-8세기 사람들의 거주지가 발견되는 것으로 보아 이곳에는 아마도 강변을 끼고 아주 오래전부터 사람이 살고 있었을 것이다. 흔히 바르바로사(Barbarossa, '붉은수염')로 불리는 신성로마제국의 프리드리히 1세(Friedrich I)시절 뒤셀도르프는 처음 정식적으로 문헌에 등장을 한다. 이후 이곳은 베르그(Berg)의 백작령 일부 지역으로 편입이 되어 발전하다가, 유럽 중세시대 중기의 가장 중요한 전투의 하나인 부링겐 전투(Battle of Worringgen)를 승리로 이끌며 독자적인 도시법(Town Privileges)을 부여받게 되었다. 즉 자체적으로 이웃도시들과 교역을 하고, 길드를 설치하거나 화폐를 찍을 수도 있었으며, 도시의 재판권등을 자체적으로 행사할 수 있게 된 것이다.
1279년 림부르크(Limburg)의 공작인 웨일런 4세(Waleran IV)가 아들을 남기지 못하고 죽자, 이웃 겔더스(Guelders)의 백작 레이나우드 1세(Reinoud I)에게 시집을 갔던 딸 에르망가르드(Ermengarde)가 아버지의 영지를 상속받았으나, 그녀 역시 후사를 남기지 못하고 곧 죽는다. 순식간에 소유자가 없게 된 림부르크의 드넓은 영지를 에르망가르드의 남편인 백작 레이나우드 1세가 당시 신성로마황제였던 루돌프 1세(Rudolph I)를 움직여 소유권을 인정받는다. 비록 황제가 인정을 했다고는 하나 당시 독일의 지방 영주들은 독자적인 군사력과 지배력을 가지고 각자의 영지를 직접 통치하던 시절이었고, 주변의 공작과 백작들은 결국 림부르크의 영지가 사위에게 넘어가는 이런 상황을 이해하지 못했다.
웨일런 4세의 큰조카인 백작 아돌프 8세(Adolf VIII)가 당시 뒤셀도르프가 속한 베르그의 영주였는데, 그는 이곳의 소유권을 주장하였으나 인정되지 않자, 림부르크 영지의 소유권을 그대로 이웃 브라반트의 공작 요한 1세(Johann I)에게 팔아 버린다. 이런 와중에 백작 레이나우드 1세 역시 이곳의 소유권을 룩셈부르크의 백작 하인리히 6세(Heinrich VI)에게 다시 팔아 버렸고, 이로 인해 뒤엉킨 림부르크의 소유권을 두고 주변의 영주들은 서로 동맹하여 1288년 '부링겐 전투'를 일으킨다. 일종의 국제전 성격을 가지고 있는 이 전투는 유럽 중세의 전쟁사에서 중요하다. 당시 대주교가 황제으로부터 세속적인 도시의 지배권을 위임받아 막강한 권력을 휘두르던 쾰른(Köln)이 겔더스와 룩셈부르크의 편에 가담하자, 브라반트와 뒤셀도르프가 속해 있던 베르그는 쾰른으로부터 완전한 독립을 호시탐탐 노리던 마크(Mark)의 백작을 이 전투에 끌어 들여 대응하였다. 브라반트의 공작 요한 1세는 룩셈부르크의 백작 하인리히 6세와 그의 동생을 죽이고, 쾰른의 대주교 지크프리트(Siegfried)를 사로 잡아 베르그의 백작 아돌프 8세에게 넘겨 버린다. 베르그의 성에 갇힌채 1년을 지낸 쾰른의 대주교는 이후 엄청난 보상금을 주고 겨우 목숨을 건저 살아 나왔으니 이후부터 쾰른은 대주교를 가지지 않았고 종교의 구속에서 벗어나 완전히 독립적인 도시의 모습을 갖추게 된다. 현대까지도 강력하게 이어져 오는 뒤셀도르프와 쾰른의 불편한 관계는 이미 이렇게 역사적으로 700년이 넘은 셈이다. 겔더스의 백작 레이나우드 1세 역시 전투 중 사로 잡혀 탐내던 림부르크의 영지를 브라반트에 완전히 다 넘겨주고서야 풀려 났다. 이 전투를 이기고 돌아 온 병사들을 축하하기 위해 뒤셀도르프의 아이들이 수레바퀴 모양을 만들며 옆으로 재주넘기(cartwheeling)를 했다고 한다. 이후 1380년 뒤셀도르프는 베르그 공국의 수도가 되었다.
독일의 수많은 영주들은 자식들을 교환하며 서로 결혼시켜 연합하기를 반복하였는데, 그들의 작위는 보통 유지하여 상속이 되었기 때문에 후사가 없는 경우 한 명의 영주가 나중에는 여러개의 작위를 동시에 가지기도 하였다. 뒤셀도르프는 윌리히-클레베스-베르그(Jülich-Cleves-Berg)연합공국의 일부가 되어 있었는데, 공작 요한 빌헬름(Johann Wilhelm)이 1609년 후사가 없이 죽자 그의 누이들이 연합공국을 반으로 나눠 가진다. 큰누이 마리 엘레오노르(Marie Eleonore)는 개신교도로 프로이센(Preußen) 공작에게 시집을 갔는데, 남동생이 죽자 클레베스 공작령, 마크 백작령, 라벤스베르그 백작령등의 영지를 차지하였고, 둘째누이 안나(Anna)는 가톨릭교도로 팔츠-노이부르그(Palarinate-Neuburg) 백작에게 시집을 갔는데, 남아 있던 윌리히 공작령과 베르그 공작령의 영지를 가진다. 이로 인해 베르그 공작령에 속해 있던 뒤셀도르프는 팔츠-노이부르그 백작의 지배를 받게 되었다.
뒤셀도르프 최고의 번성기는 선제후 요한 빌헬름(Johann Wilhelm)의 통치를 받던 시기다. 뒤셀도르프 시청사 앞에 있는 바로 그 동상의 주인공이다. 1658년에 뒤셀도르프에서 태어난 그는 1716년 고향에서 죽을 때까지 후사를 남기지 못했고, 그의 남동생이 뒤를 이었으나 그 역시 딸만 낳았기 때문에 결국 노이부르그 가문은 후계자가 없이 몰락하였다. 이후 통치권을 가진 지배권력이 독일 남부의 바이에른으로 이동을 하자, 뒤셀도르프는 역시 급격히 쇠락하였다. 당시 뒤셀도르프와 이웃 도시들의 많은 예술작품들과 문화재들이 프랑스 나폴레옹의 전쟁위협을 피하기 위해 뮌헨으로 옮겨 졌으며, 현재 뮌헨의 미술관 알테 피나코텍(Alte Pinakothek)을 이룬 근본이 되었다는 것은 이미 많이 알려진 사실이다.
1806년 나폴레옹이 신성로마제국을 위협하여 해체시키자, 독일 지역의 영주들은 프랑스와 오스트리아의 사이에서 살길을 모색해야만 했었다. 바이에른 왕국의 막시밀리안 1세 요제프(Maximilian I Joseph)는 오스트리아의 압력에도 불구하고 프랑스와 단독으로 강화를 맺고 라인강변에 남아 있던 베르그의 영지를 프랑스에게 모두 넘겨준다. 나폴레옹은 베르그 지역을 대공국(Grand Duchy)으로 격상시키고 뒤셀도르프를 수도로 삼아 여동생의 남편이자 자신의 최측근중 하나인 요아힘 뮈라(Joachim Murat)를 이곳으로 보내어 통치하게 하였다. 이후 나폴레옹은 오스트리아와 러시아를 견제할 목적으로 라인강변을 따라 라인동맹(Rhine Confederation)이라는 꼭두각시와 같은 위성국을 만들었고, 라인강변 대부분의 지역은 이 동맹에 가입한다. 나폴레옹이 무너지고 열린 '빈 회의'를 통해 라인동맹의 대부분 지역은 프로이센 왕국(Kingdom of Prussia)으로 넘어가게 되었는데, 프로이센은 쾰른과 뒤셀도르프를 포함한 이 지역을 윌리히-클레베스-베르그주(Province of Jülich-Cleves-Berg)로 새롭게 개편하고 주도를 쾰른으로 삼았다.
19세기 중반 뒤셀도프르는 라인강변을 따라 일어난 산업화를 빌미로 하여 빠른 발전을 이루었으나, 이것 때문에 제2차 세계대전 중에 연합군의 집중적인 표적이 되는 바람에 도시의 90%이상이 폐허가 되어 버렸다. 전후 독일은 뒤셀도르프를 노르트 라인-베스트팔렌(North Rhine-Westphalia)주의 주도로 삼아 발전시켰는데, 현재 뒤셀도르프는 독일내 가장 살기 좋은 도시라는 평가를 받고 있을 정도로 안정적이며 완벽한 발전을 이루어 냈다.

## 인구
| 연도                                                                            | 인구    | ±%      |
| ------------------------------------------------------------------------------- | ------- | ------- |
| 1555                                                                            | 3,500   | —       |
| 1703                                                                            | 7,000   | +100.0% |
| 1800                                                                            | 12,102  | +72.9%  |
| 1871                                                                            | 69,365  | +473.2% |
| 1895                                                                            | 175,985 | +153.7% |
| 1905                                                                            | 253,274 | +43.9%  |
| 1919                                                                            | 407,338 | +60.8%  |
| 1925                                                                            | 432,633 | +6.2%   |
| 1933                                                                            | 498,600 | +15.2%  |
| 1939                                                                            | 541,410 | +8.6%   |
| 1950                                                                            | 500,516 | −7.6%   |
| 1956                                                                            | 654,850 | +30.8%  |
| 1961                                                                            | 703,255 | +7.4%   |
| 1970                                                                            | 662,809 | −5.8%   |
| 1980                                                                            | 590,479 | −10.9%  |
| 1990                                                                            | 575,794 | −2.5%   |
| 2000                                                                            | 569,364 | −1.1%   |
| 2010                                                                            | 588,735 | +3.4%   |
| 2015                                                                            | 612,178 | +4.0%   |
| 2019                                                                            | 621,877 | +1.6%   |
| Population size may be affected by changes in administrative divisions. Source: |         |         |

뒤셀도르프에는 약 57만명의 사람들이 거주하고 있어 독일에서 9번째로 큰 도시다. 외국인 인구는 109,880명으로 전체 인구의 약 20%를 차지하며, 그 중 튀르키예인, 그리스인, 이탈리아인들이 가장 많다. 뒤셀도르프에는 약 5,000명의 일본인들이 살고 있어 (인근 도시들 포함시 약 10,000명) 독일에서 일본인들이 가장 많은 도시로 알려져있다. 한국인의 수는 약 1,000명으로 집계된다.
아일랜드 유랑민들이 가끔 뒤셀도르프에 나타날때가 있다. 이것은 독일의 사회 문제로 파악되곤 한다. 유랑민들은 뒤셀도르프뿐만 아니라 뒤셀도르프가 속한 주인 노르트라인베스트팔렌주 전역이 해당된다. 뒤셀도르프의 경우 행사가 끝난 지역에 주로 나타나는 것으로 알려져 있으며, 다른 지역과 마찬가지로 아일랜드 유랑민들이 나타나게 되면 전국적인 보도 소재가 된다. 아일랜드 유랑민들은 독일에 있는 유학생이나 이민자들에게도 큰 피해를 끼치기 때문에, 유학생 및 이민자들을 보호하기 위하여 경찰이 출동하기도 한다.

## 경제

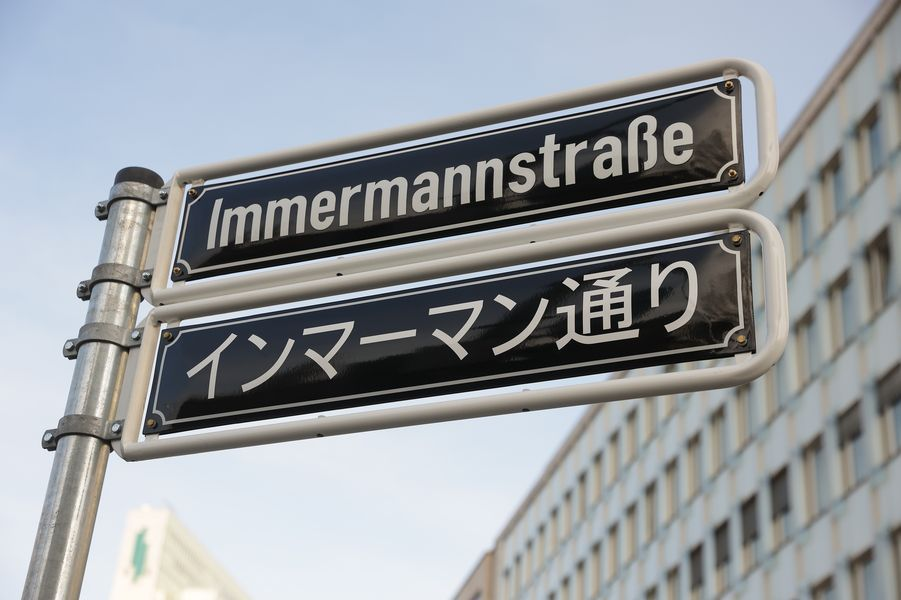
2021년부터 중심가인 임머만로(Immermannstraße)에는 독일어/일본어 이중 언어 표지판이 설치되었다.

뒤셀도르프는 라인강 도시 중에서 독일에서 가장 중요한 경제 중심지로 취급되고 실제로도 국제적으로 밀접하게 연결된 5대 경제 중심지(빅 5) 중 하나이다. 독일의 광고와 패션 산업의 중심지일뿐만이 아니라 오늘날 독일의 전자통신(Telecommunications)산업의 중심지로 인지된다. 이 도시에는 18개의 인터넷 서비스 회사들이 위치하고 있다. 또한, 보다폰(Vodafone)과 이플루스(E-Plus)등의 대형 이동통신사들이 있어, 독일 모바일 시장의 선두자리를 차지하고 있다. 일본전신전화, 에릭슨, 노키아 등의 무역 센터들도 뒤셀도르프에 위치하고 있다. 과거에는 LG전자, 포스코, 두산이 위치했었고, 현재는 LG는 줄츠바흐에, 포스코는 튀르키예에, 두산은 도르트문트 인근으로 사업장을 변경하였다.
뒤셀도르프에는 약 170개의 자국/해외 금융 회사들과 약 130개의 보험회사들이 있으며, 규모가 가장 큰 독일 주식 시장들 중 하나인 뒤셀도르프 주식시장(Börse Düsseldorf)이 있다. 1960년 전후로부터 일본과 가까운 관계를 유지하기 시작하여 현재 미즈호 은행을 포함하여 약 520개의 일본 회사들이 뒤셀도르프와 인근 도시들에 위치해 있다. 대부분은 유럽 지역 본사의 역할을 맡는다.
주목할 만한 점으로 일본인 거주자도 큰 영향력을 끼치는 것을 알 수 있다. 오래 전부터 지금까지 독일은 일본과 긴밀한 관계가 있었는데, 특히 1960년대부터 뒤셀도르프에는 더욱 더 긴밀한 관계가 있다. 일본의 많은 은행과 기업이 뒤셀도르프에 유럽 본사를 두고 있다. 독일 거주 일본인의 수도 상당히 많아, 독자적인 재팬타운을 형성하고 있으며 이것은 유럽에서 가장 큰 수준이기도 하다. 그 영향으로, 뒤셀도르프에는 '일본의 날'이라고 불리는 축제도 진행되고 있다.
줄임말로 "Kö"라고 불리는 곳이 있는데, "Königsallee"를 줄여 말한 것이다. 이 거리의 이름은 "왕의 거리"를 뜻한다. 수많은 디자이너 브랜드, 갤러리가 이곳에 매장을 두고 있으며, 일종의 부촌으로 취급된다. 때문에 독일에서 가장 높은 임대료를 가지고 있다.
독일의 수많은 신문과 저널이 뒤셀도르프에서 발행된다. 또한 독일 최대 영화 기업인 Riech Group과 같은 영화 제작 회사와 서부독일방송, QVC 등의 독일 텔레비전 채널의 본사가 이곳에 위치한다. 뒤셀도르프에서는 독일어 뿐만 아니라 프랑스어, 영어, 스페인어 등 다양한 언어로 상영된다.

## 문화

### 맥주
뒤셀도르프는 알트비어 맥주로 잘 알려져 있다.알트비어는 독일어로 '오래된 맥주', 즉 '구식 맥주'라는 뜻으로, 더 정확히는 에일 맥주 방식이라는 뜻이다.

## 교통

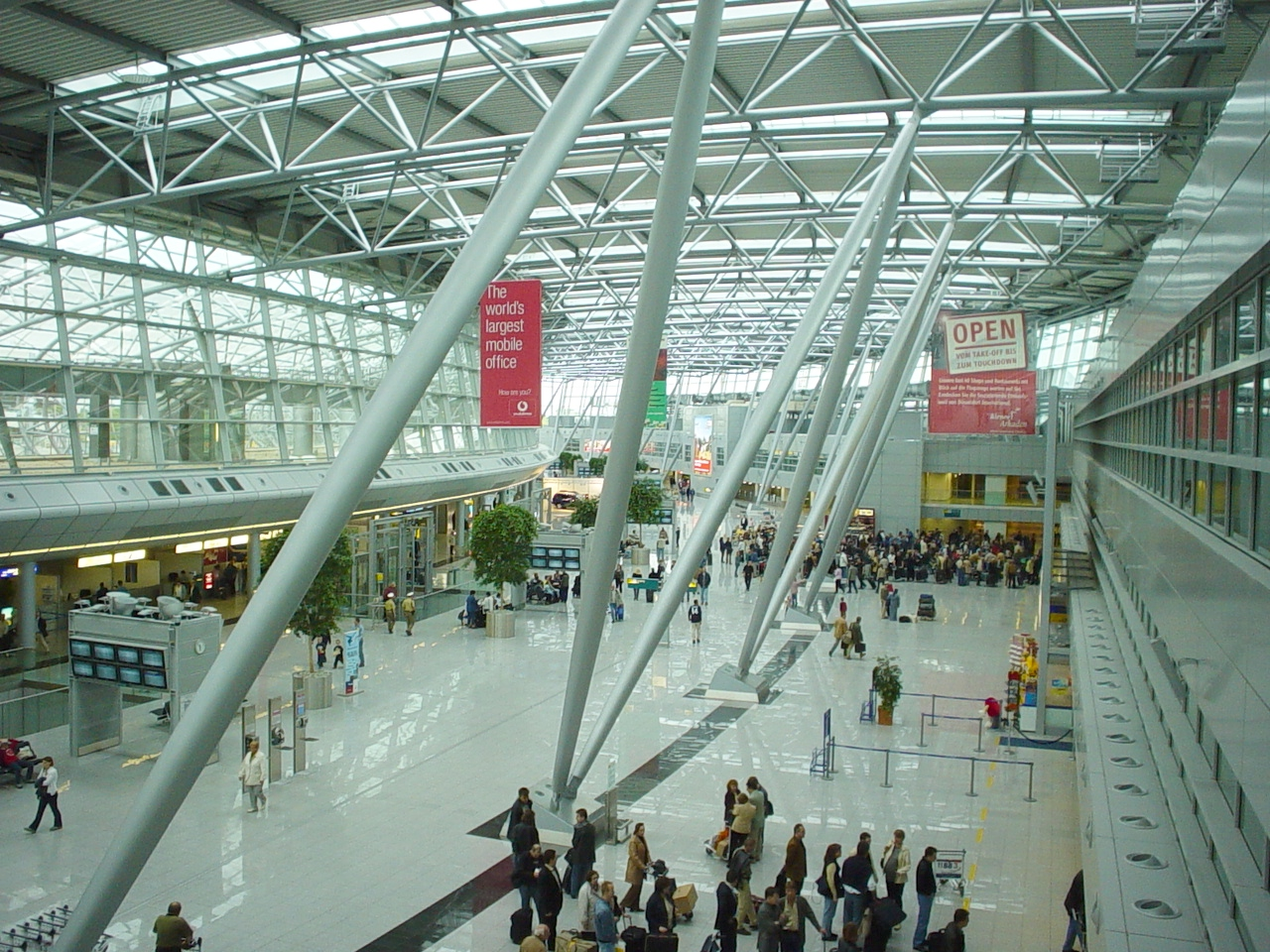
뒤셀도르프 국제공항

뒤셀도르프 공항(Flughafen Düsseldorf)이 뒤셀도르프 시내에서 북쪽으로 8km 떨어진 곳에 있다. 뒤셀도르프 공항은 프랑크푸르트와 뮌헨 다음으로 독일에서 3번째로 큰 공항이며, A380의 수용이 가능하다. 4대륙의 180여개의 목적지에 70개 내외의 항공사들이 운항하고 있다. 대한민국 직항은 없으며, 프랑크푸르트에서 내린 후 철도로 이동해야 한다.
뒤셀도르프 시내에 위치하고 있는 뒤셀도르프 중앙역(Düsseldorf Hauptbahnhof)은 독일 철도(Deutsche Bahn)의 중요한 허브 중 하나로 손꼽히며 매일 1,000여대의 기차들이 이 역에 정차한다. 시내의 버스, 지하철, 전차 운항은 시에서 소유하는 라인반(Rheinbahn)이 담당한다.

## 교육
뒤셀도르프에는 뒤셀도르프 대학교(Heinrich Heine Universität 공식홈페이지)가 시내의 남부에 위치 하고 있다. 이 학교는 약 20,000명의 학생들이 자연 과학, 수학, 컴퓨터 공학, 철학, 사회 과학, 예술, 언어, 약학, 경제, 법 등의 전공을 공부한다.
그 외 다음의 교육기관들이 있다.

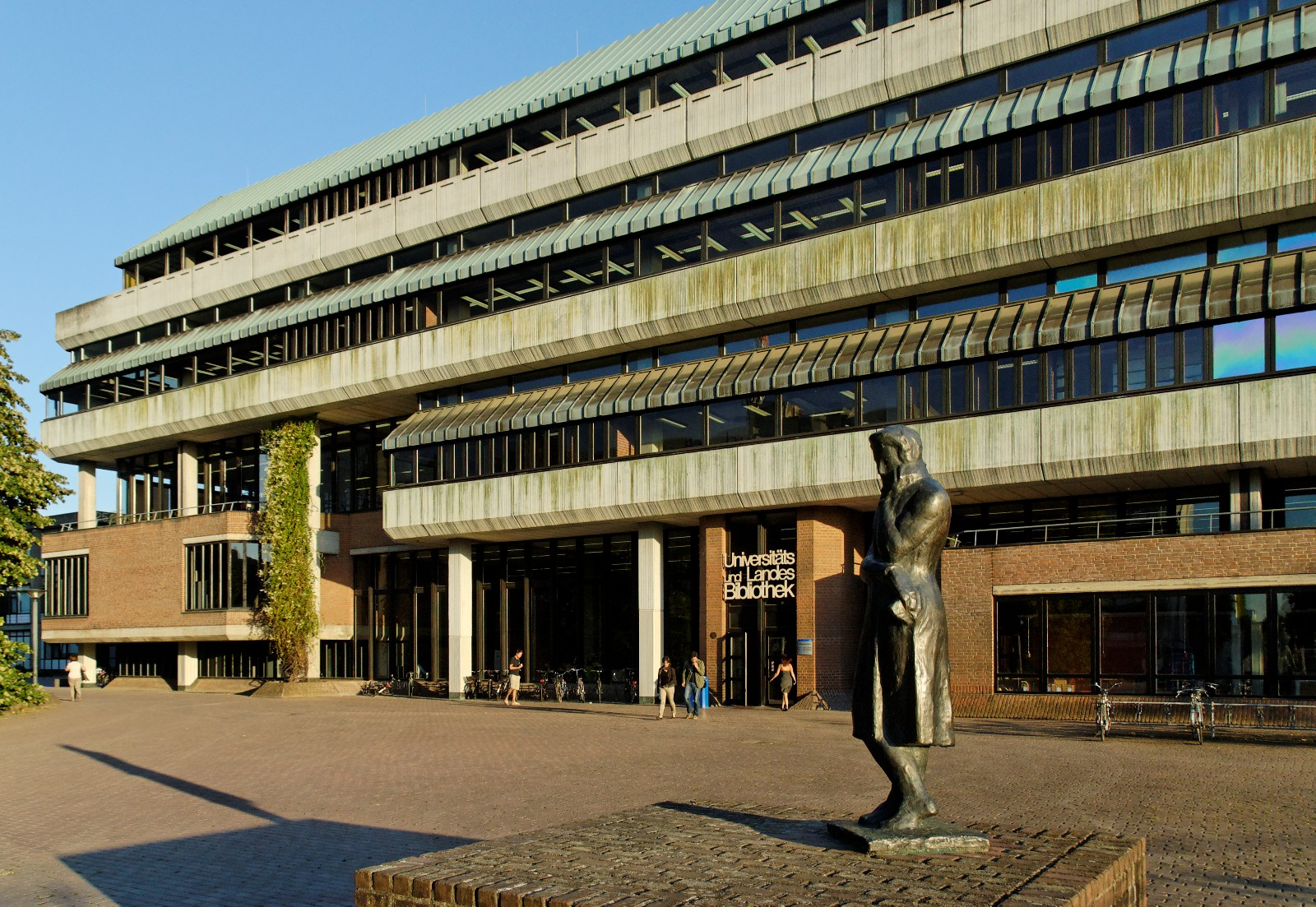
뒤셀도르프 대학교

- Clara Schumann Musikschule (음악학교)
- Robert Schumann Musikhochschule (음악대학)
- Kunstakademie Düsseldorf (미술학교) 故백남준씨가 교수로 재직
- Fachhochschule Düsseldorf (응용과학대학교)
- Max-Planck-Institut für Eisenforschung (철연구소)
- Goethe-Institut
- Verwaltungs- und Wirtschafts-Akademie Düsseldorf

초중고등학생들을 위한 외국인 학교에는 대표적으로 뒤셀도르프 북부의 카이저스베르트(Kaiserswerth)에 위치하고 있는 뒤셀도르프 국제학교 (International School of Düsseldorf 공식홈페이지 보관됨 2010-06-12 - 웨이백 머신)가 있다. 이 학교에는 50여개국에서 온 약 1000명의 학생들이 재학 중이며, 특히 일본 학생수가 전체 학생의 30%를 차지한다. 한국인 학생들도 재학하고 있다. 한국어 수업은 2015년 폐지되었다.
그 외 다음의 외국인 학교들이 뒤셀도르프와 인근 도시들에 위치하고 있다.
- 노이스 국제학교(ISR Internationale Schule am Rhein in Neuss)
- 세인트 조지스 뒤스부르크 영국학교(St. George's School Duisburg)
- 뒤셀도르프 일본인학교(Japanische Internationale Schule in Düsseldorf)
- 뒤셀도르프 프랑스학교(Lycée français de Düsseldorf)

## 스포츠
뒤셀도르프에는 369개의 스포츠 클럽에 112,000여명의 사람들이 369개 클럽에 등록되어 있고 그 산하 조직은 뒤셀도르프시의 스포츠 협회이다. 뒤셀도르프의 대표적인 스포츠 클럽으로는 축구클럽인 포르투나 뒤셀도르프(독일어: Fortuna Düsseldorf)와 하키 클럽인 데에게-메트로-스타스(독일어: DEG Metro Stars)가 있다. 2012년 올림픽 유치에 도전하였으나 실패하였다. 그 영향으로 뒤셀도르프에서는 프로 스포츠와 대중 스포츠 모두를 위한 새로운 스포츠 시설 건설에 막대한 투자를 하게 되었다.

## 축제
뒤셀도르프는 지역 축제 개최가 활발한 도시 중 하나이다. 이것은 쾰른과 마인츠에서 열리는 축제에 이어 독일에서 세 번째로 인기가 있다.
다음은 뒤셀도르프에서 열리는 지역 축제들이다.
- 1월
  - 부트 뒤셀도르프 (수상 스포츠 대회)
- 2월
  - 뒤셀도르프 미술 아카데미 투어
  - 미술 전시회 NRW 뒤셀도르프
- 3월
  - 프로바인
  - 이탈리안페스트
  - 투르 드 메누
- 4월
  - 박물관의 긴 밤
  - 인라인하키 축제
- 5월
  - 뒤셀도르프 마라톤. 메트로 AG그룹 마라톤
  - 일본의 날
- 6월
  - 크리스토퍼 스트리트 데이
  - 페탕크 축제
  - 쾨니히살레 걷기 축제
  - 벤라트 궁전 빛의 축제
  - 로베르트 슈만 축제
  - 뒤셀도르프 재즈 랠리
  - 드래곤보트 축제
- 7월
  - 라인 박람회
  - 프랑크라이히페스트
- 9월
  - 차이나페스트
- 10월
  - 라인강 마라톤 조정[18]
- 11월
- 12월

## 기후
| 뒤셀도르프의 기후                                              | 뒤셀도르프의 기후 | 뒤셀도르프의 기후 | 뒤셀도르프의 기후 | 뒤셀도르프의 기후 | 뒤셀도르프의 기후 | 뒤셀도르프의 기후 | 뒤셀도르프의 기후 | 뒤셀도르프의 기후 | 뒤셀도르프의 기후 | 뒤셀도르프의 기후 | 뒤셀도르프의 기후 | 뒤셀도르프의 기후 | 뒤셀도르프의 기후 |
| 월                                                             | 1월               | 2월               | 3월               | 4월               | 5월               | 6월               | 7월               | 8월               | 9월               | 10월              | 11월              | 12월              | 연간              |
| -------------------------------------------------------------- | ----------------- | ----------------- | ----------------- | ----------------- | ----------------- | ----------------- | ----------------- | ----------------- | ----------------- | ----------------- | ----------------- | ----------------- | ----------------- |
| 역대 최고 기온 °C (°F)                                         | 16.4 (61.5)       | 21.0 (69.8)       | 23.8 (74.8)       | 28.8 (83.8)       | 33.8 (92.8)       | 36.8 (98.2)       | 40.7 (105.3)      | 38.5 (101.3)      | 34.0 (93.2)       | 27.7 (81.9)       | 20.4 (68.7)       | 16.3 (61.3)       | 40.7 (105.3)      |
| 일평균 최고 기온 °C (°F)                                       | 6.0 (42.8)        | 7.2 (45.0)        | 11.1 (52.0)       | 15.6 (60.1)       | 19.4 (66.9)       | 22.5 (72.5)       | 24.7 (76.5)       | 24.2 (75.6)       | 20.1 (68.2)       | 15.2 (59.4)       | 10.0 (50.0)       | 6.6 (43.9)        | 15.2 (59.4)       |
| 일일 평균 기온 °C (°F)                                         | 3.4 (38.1)        | 4.0 (39.2)        | 6.9 (44.4)        | 10.5 (50.9)       | 14.3 (57.7)       | 17.3 (63.1)       | 19.4 (66.9)       | 18.9 (66.0)       | 15.3 (59.5)       | 11.2 (52.2)       | 7.1 (44.8)        | 4.2 (39.6)        | 11.0 (51.8)       |
| 일평균 최저 기온 °C (°F)                                       | 0.5 (32.9)        | 0.7 (33.3)        | 2.6 (36.7)        | 5.0 (41.0)        | 8.7 (47.7)        | 11.7 (53.1)       | 14.0 (57.2)       | 13.7 (56.7)       | 10.7 (51.3)       | 7.5 (45.5)        | 3.9 (39.0)        | 1.5 (34.7)        | 6.7 (44.1)        |
| 역대 최저 기온 °C (°F)                                         | −20.8 (−5.4)      | −15.4 (4.3)       | −16.1 (3.0)       | −6.3 (20.7)       | −1.2 (29.8)       | 2.4 (36.3)        | 4.8 (40.6)        | 5.0 (41.0)        | 0.7 (33.3)        | −6.2 (20.8)       | −9.4 (15.1)       | −15.3 (4.5)       | −20.8 (−5.4)      |
| 평균 강수량 mm (인치)                                          | 61.5 (2.42)       | 56.5 (2.22)       | 54.1 (2.13)       | 46.4 (1.83)       | 61.1 (2.41)       | 65.7 (2.59)       | 73.2 (2.88)       | 77.0 (3.03)       | 60.3 (2.37)       | 61.2 (2.41)       | 63.8 (2.51)       | 70.0 (2.76)       | 750.7 (29.56)     |
| 평균 강수일수 (≥ 0.1 mm)                                       | 17.5              | 15.9              | 16.1              | 12.5              | 13.9              | 14.1              | 14.6              | 14.7              | 14.2              | 15.5              | 17.2              | 18.8              | 185.1             |
| 평균 강설일수 (≥ 1.0 cm)                                       | 3.4               | 2.3               | 0.7               | 0                 | 0                 | 0                 | 0                 | 0                 | 0                 | 0                 | 0.3               | 1.8               | 8.5               |
| 평균 상대 습도 (%)                                             | 81.6              | 78.6              | 73.5              | 68.2              | 68.5              | 69.3              | 68.8              | 70.8              | 76.5              | 80.5              | 83.6              | 84.3              | 75.4              |
| 평균 월간 일조시간                                             | 56.9              | 73.1              | 125.0             | 172.6             | 202.0             | 199.3             | 208.2             | 193.9             | 149.5             | 109.8             | 62.5              | 47.1              | 1,610.6           |
| 출처 1: 독일 기상청 (평년값: 1991년~2020년, 극값: 1981년~현재) |                   |                   |                   |                   |                   |                   |                   |                   |                   |                   |                   |                   |                   |
| 출처 2: 미국 해양대기청                                        |                   |                   |                   |                   |                   |                   |                   |                   |                   |                   |                   |                   |                   |

## 자매 도시
뒤셀도르프는 다음 14개의 도시들과 자매 결연을 맺었다.
| - 리딩, 영국(1947/1988) - 하이파, 이스라엘(1978/1988) - 켐니츠, 독일(1988) - 툴루즈, 프랑스 | - 바르샤바, 폴란드 - 모스크바, 러시아 - 충칭(2004), 광저우, 심양, 중화인민공화국 - 팔레르모, 이탈리아(2016) - 릴레함메르, 노르웨이 - 음봄벨라, 남아프리카공화국 - 벨루오리존치, 브라질 - 치바, 일본(2019) - 우크라이나, 체르니우치(2022) |

## 기타
뒤셀도르프는 2009년에 발표된 머서의 삶의 질 조사(Mercer's Quality of Living Survey)에서 독일에서 가장 살기 좋은 도시, 세계에서 6번째로 가장 살기 좋은 도시로 집계되었다.

## 같이 보기
- 뒤셀도르프의 일본의 날 (Japan Day in Düsseldorf)
- 우라사와 나오키
  - 몬스터 (만화) - 주인공이 의사로서 근무하는 누명으로 휘말려 근무처인 병원 경영진 살해 사건의 무대
  - 플루토 (만화) - 주인공이 특별수사관으로 근무하는 경찰기관의 소재지
- 포르투나 뒤셀도르프 - 뒤셀도르프를 본거지로 하는 축구 클럽